# Le quattro stagioni

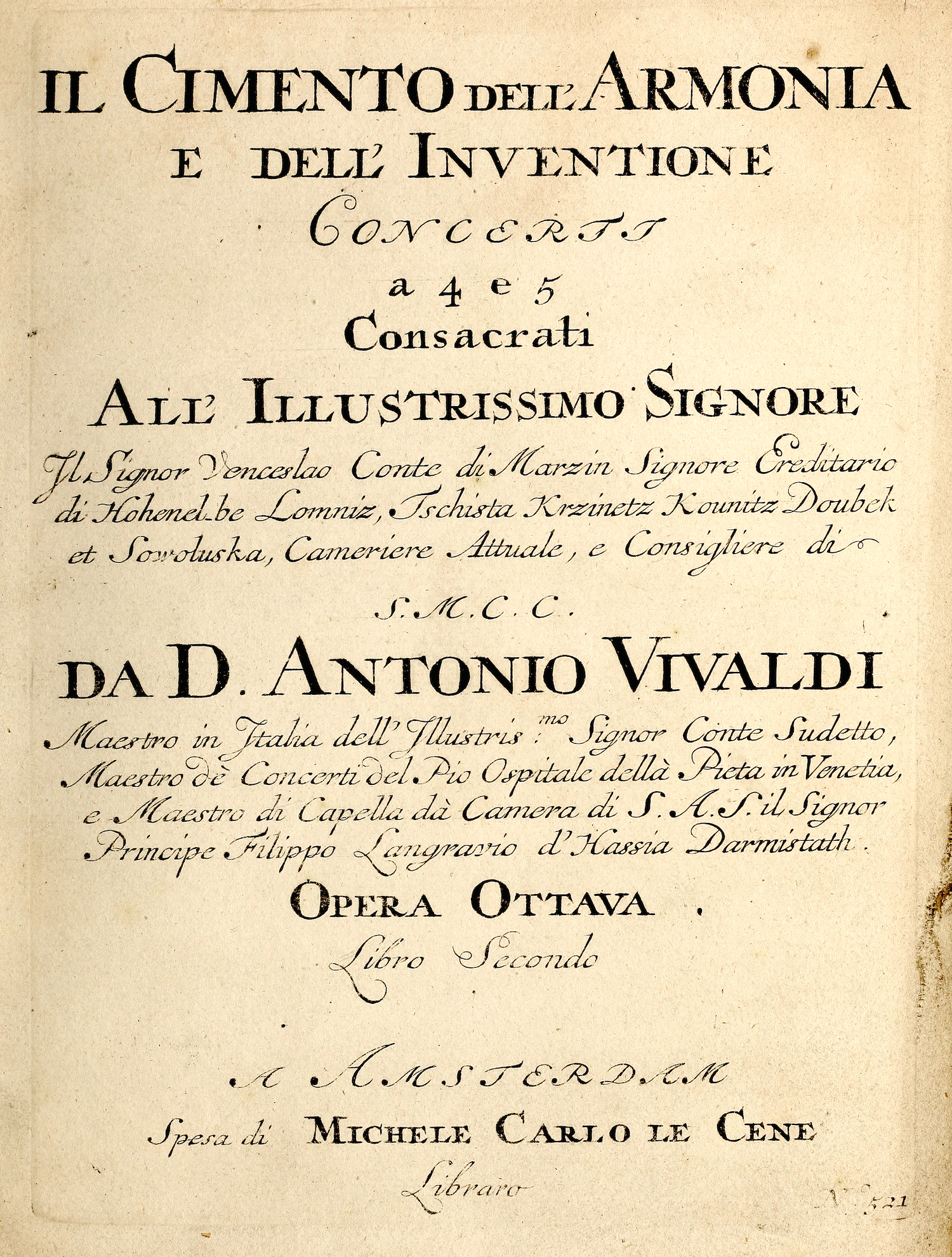
Frontespizio del Cimento dell'armonia e dell'inventione (Amsterdam, Le Cène, ca.1727)
Bologna, Museo internazionale e biblioteca della musica

Le quattro stagioni è il titolo con cui sono noti i primi quattro concerti solistici per violino dell'opera Il cimento dell'armonia e dell'inventione di Antonio Vivaldi.
Uscirono dalle officine tipografiche dell'editore Michel-Charles Le Cène ad Amsterdam nel 1725, ma è lo stesso Vivaldi ad affermare, nella dedica al conte Morzin, che erano stati composti precedentemente: i diversi manoscritti ritrovati presentano alcune differenze che confermano quanto dichiarato dall'autore.
Il cimento, come la precedente raccolta di concerti L'estro armonico opera 3, si compone di 12 concerti. La differenza fra le due raccolte riflette l'evoluzione del gusto dei primi decenni del XVIII secolo: i concerti del cimento sono tutti di tipo solistico, invece nell'estro insieme a 4 concerti per violino solista vi sono 8 concerti grossi.
Si tratta di uno dei primissimi esempi di musica a programma, cioè di composizioni a carattere prettamente descrittivo. Ad esempio, l'Inverno è dipinto spesso a tinte scure e tetre, al contrario l'Estate evoca l'oppressione del caldo, oppure una tempesta nel suo ultimo movimento. I concerti delle Quattro stagioni sono accompagnati da altrettanti sonetti descrittivi, scritti da un poeta anonimo (forse da Vivaldi stesso).

## Movimenti e organico
Ciascun concerto delle Quattro stagioni si divide in tre movimenti, dei quali due, il primo e il terzo, sono in tempo di Allegro o Presto, mentre quello intermedio è caratterizzato da un tempo di Adagio o Largo, secondo uno schema che Vivaldi ha adottato per la maggior parte dei suoi concerti. Ogni concerto si riferisce a una delle quattro stagioni: la Primavera, l'Estate, l'Autunno e l'Inverno.
L'organico di tutte le partiture consta di: violino solista, quartetto d'archi (violino primo e secondo, viola, violoncello) e basso continuo (clavicembalo, positivo, arciliuto).

## I quattro concerti

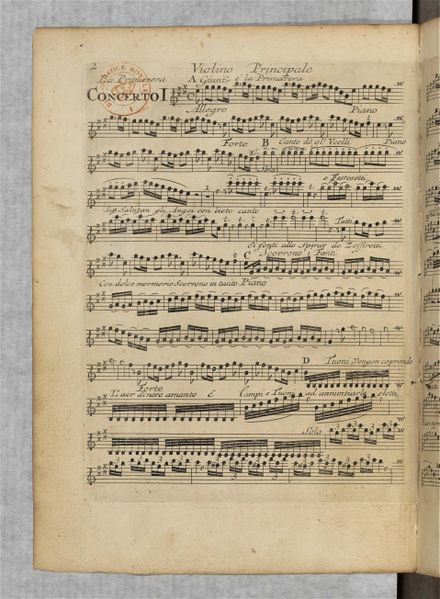
La Primavera, pagina della parte di violino solista, con un sonetto.

I quattro concerti sono organizzati nel modo seguente:
1. Concerto Nº 1 in Mi maggiore, opera 8, RV 269 (La primavera)
I. Allegro (in Mi maggiore)
II. Largo e pianissimo sempre (in Do diesis minore)
III. Allegro pastorale (in Mi maggiore)
2. Concerto Nº 2 in Sol minore, opera 8, RV 315 (L'estate)
I. Allegro non molto (in Sol minore)
II. Adagio e piano – Presto e forte (in Sol minore)
III. Presto (in Sol minore)
3. Concerto Nº 3 in Fa maggiore, opera 8, RV 293 (L'autunno)
I. Allegro (in Fa maggiore)
II. Adagio molto (in Re minore)
III. Allegro (in Fa maggiore)
4. Concerto Nº 4 in Fa minore, opera 8, RV 297 (L'inverno)
I. Allegro non molto (in Fa minore)
II. Largo (in Mi bemolle maggiore)
III. Allegro (in Fa minore)

### La primavera
I tre movimenti di cui è composta la Primavera descrivono tre momenti della stagione: il canto degli uccelli (allegro/a), il riposo del pastore con il suo cane (largo) e la danza finale (allegro/a). Il violino solista rappresenta un pastore addormentato, le viole il latrato del suo fedele cane, mentre i restanti violini le foglie fruscianti.

### L'estate
Per i suoi toni accesi e violenti, questo concerto riflette con maggiore efficacia rispetto agli altri la carica esplosiva della stagione. La tempesta viene descritta passo passo nella sua manifestazione al pastore: dapprima si avvicina da lontano nella calura estiva (allegro non molto - allegr), quindi il pastore che si spaventa per l'impetuoso temporale (adagio) e infine la violenza sprigionata dalla tempesta in azione (presto).

### L'autunno
Vivaldi descrive la figura del dio romano Bacco: un'iniziale panoramica della vendemmia (allegro) è seguita dall'ebbrezza provocata dal vino, movimento dal titolo I dormienti ubriachi, in un clima trasognato e sereno (adagio molto). L'ultimo movimento coincide con i martellanti ritmi della caccia (allegro).

### L'inverno
L'inverno viene descritto in tre momenti: l'azione spietata del vento gelido (allegro non molto), la pioggia che cade lenta sul terreno ghiacciato (largo) e la serena accettazione del rigido clima invernale (allegro).

## I sonetti e il loro significato
I quattro concerti sono accompagnati da quattro sonetti anonimi. Alcuni storici credono che a scriverli sia stato lo stesso Vivaldi, mentre altri li ritengono di autore ignoto e che furono composti in un periodo successivo.Sotto sono presenti i sonetti dei quattro concerti suddivisi nei relativi tre movimenti, che si distinguono con caratteristiche differenti le une dalle altre
|   | Concerto Nº 1 (La primavera) | Concerto Nº 2 (L'estate) | Concerto Nº 3 (L'autunno) | Concerto Nº 4 (L'inverno) |
| - | --- | --- | --- | --- |
| 1 | Giunt' è la Primavera e festosetti La Salutan gl' Augei con lieto canto, E i fonti allo Spirar de' Zeffiretti Con dolce mormorio Scorrono intanto Vengon' coprendo l'aer di nero amanto E Lampi, e tuoni ad annuntiarla eletti Indi tacendo questi, gl' Augelletti Tornan di nuovo al lor canoro incanto: | Sotto dura stagion dal sole accesa Langue l'huom, langue 'l gregge, ed arde 'l pino, Scioglie il cucco la voce, e tosto intesa Canta la tortorella e 'l gardellino. Zeffiro dolce spira, ma contesa Muove Borea improvviso al suo vicino; E piange il Pastorel, perché sospesa Teme fiera borasca, e 'l suo destino; | Celebra il Vilanel con balli e Canti Del felice raccolto il bel piacere E del liquor di Bacco accesi tanti Finiscono col Sonno il lor godere.                                                                                         | Agghiacciato tremar tra nevi algenti Al Severo Spirar d'orrido Vento, Correr battendo i piedi ogni momento; E pel Soverchio gel batter i denti; |
| 2 | E quindi sul fiorito ameno prato Al caro mormorio di fronde e piante Dorme 'l Caprar col fido can' à lato. | Toglie alle membra lasse il suo riposo Il timore de' lampi, e tuoni fieri E de mosche, e mosconi il stuol furioso: | Fa' ch' ogn' uno tralasci e balli e canti L'aria che temperata dà piacere, E la Staggion ch' invita tanti e tanti D' un dolcissimo sonno al bel godere.                                                                               | Passar al foco i dì quieti e contenti Mentre la pioggia fuor bagna ben cento. |
| 3 | Di pastoral Zampogna al suon festante Danzan Ninfe e Pastor nel tetto amato Di primavera all'apparir brillante. | Ah che pur troppo i suoi timor son veri Tuona e fulmina il cielo grandinoso Tronca il capo alle spiche e a' grani alteri. | I cacciator alla nov'alba à caccia Con corni, Schioppi, e cani escono fuore Fugge la belva, e Seguono la traccia; Già Sbigottita, e lassa al gran rumore De' Schioppi e cani, ferita minaccia Languida di fuggire, mà oppressa muore. | Caminar sopra il ghiaccio, e a passo lento Per timore di cadere bene; Gir forte Sdrucciolar, cader a terra Di nuovo ir sopra 'l ghiaccio e correr forte Sin ch'il ghiaccio si rompe, e si disserra; Sentir uscir dalle ferrate porte Scirocco, Borea, e tutti i venti in guerra Quest'è 'l verno, ma tal, che gioia apporte. |

## Registrazioni deiWichita State University Chamber Players
Le seguenti esibizioni dei Wichita State University Chamber Players sono state registrate il 6 febbraio 2000, il violinista solista è John Harrison.
Concerto Nº 1 in Mi maggiore (La primavera)
Concerto Nº 2 in Sol minore (L'estate)
Concerto Nº 3 in Fa maggiore (L'autunno)
Concerto Nº 4 in Fa minore (L'inverno)